# Liste der Stolpersteine in Ochtrup
Die Liste der Stolpersteine in Ochtrup enthält die Stolpersteine, die im Rahmen des gleichnamigen Kunst-Projekts von Gunter Demnig in Ochtrup verlegt wurden. Mit ihnen soll an die Opfer des Nationalsozialismus erinnert werden, die in Ochtrup lebten und wirkten.

## Liste der Stolpersteine
| Name                            | Adresse                       | Bild | Inschrift | Verlegedatum  | Biografie und Anmerkungen |
| ------------------------------- | ----------------------------- | --- | --- | ------------- | ------------------------- |
| Paul Weijl                      | Bahnhofstraße 19 ·            | | Hier wohnte Paul Weijl Jg. 1900 Flucht 1938 Holland interniert Westerbork deportiert 4.5.1943 Sobibor ermordet 7.5.1943                            | 4. März 2008  |                           |
| Walter Weijl                    | Bahnhofstraße 19 ·            | | Hier wohnte Walter Weijl Jg. 1901 Flucht 1938 Holland interniert Westerbork deportiert 16.7.1942 Auschwitz ermordet 29.7.1942                      | 4. März 2008  |                           |
| Emanuel Gottschalk              | Bültstraße 10 ·               | | Hier wohnte Emanuel Gottschalk Jg. 1869 deportiert 27.7.1942 ermordet 1942 in Theresienstadt                                                       | 4. März 2008  |                           |
| Selma Gottschalk                | Bültstraße 10 ·               | | Hier wohnte Selma Gottschalk geb. Leyser Jg. 1879 deportiert 27.7.1942 ermordet 1942 in Theresienstadt                                             | 4. März 2008  |                           |
| Mina-Margrethe Cohen-Gottschalk | Bültstraße 10 ·               | | Hier wohnte Mina-Margrethe Cohen-Gottschalk geb. Gottschalk Jg. 1907 deportiert 1942 Auschwitz ermordet 12.10.1942                                 | 4. März 2008  |                           |
| Isaak Cohen                     | Bültstraße 10 ·               | | Hier wohnte Isaak Cohen Jg. 1903 deportiert 27.7.1942 Auschwitz ermordet 31.3.1943                                                                 | 4. März 2008  |                           |
| Moritz Löwenberg                | Kampstraße 21                 | Bild gesucht Der Benutzer GeorgDerReisende ( Diskussion ) wünscht sich an dieser Stelle ein Bild vom Ort mit diesen Koordinaten 52.208641 7.18931 . Motiv: Kniepenkamp 21: der Stolperstein für Moritz Löwenberg, die Lage und das Haus Falls du dabei helfen möchtest, erklärt die Anleitung , wie das geht. BW           | Hier wohnte Moritz Löwenberg | 27. Jan. 2024 |                           |
| Julius Löwenberg                | Lautstraße 5 ·                | | Hier wohnte Julius Löwenberg Jg. 1897 Flucht 1939 Holland interniert Westerbork deportiert 7.9.1943 Auschwitz ermordet 31.3.1944                   | 4. März 2008  |                           |
| Emma Löwenberg                  | Lautstraße 5 ·                | | Hier wohnte Emma Löwenberg geb. Salomon Jg. 1897 Flucht 1939 Holland interniert Westerbork deportiert 7.9.1943 Auschwitz ermordet 10.9.1943        | 4. März 2008  |                           |
| Abraham Löwenberg               | Lautstraße 5 ·                | | Hier wohnte Abraham Löwenberg Jg. 1870 Flucht 1938 Holland interniert Westerbork deportiert 25.5.1943 Sobibor ermordet 28.5.1943                   | 4. März 2008  |                           |
| Erika Löwenberg                 | Lautstraße 5 ·                | | Hier wohnte Erika Löwenberg Jg. 1928 Flucht 1939 Holland interniert Westerbork deportiert 7.9.1943 Auschwitz ermordet 10.9.1943                    | 4. März 2008  |                           |
| Elfriede Goldsteen-Lebenstein   | Lautstraße 5 ·                | Bild gesucht Der Benutzer GeorgDerReisende ( Diskussion ) wünscht sich an dieser Stelle ein Bild vom Ort mit diesen Koordinaten 52.20801 7.18447 . Motiv: Lautstraße 5: der Stolperstein für Elfriede Goldsteen-Lebenstein, die Lage und das Haus Falls du dabei helfen möchtest, erklärt die Anleitung , wie das geht. BW | Hier wohnte Elfriede Goldsteen-Lebenstein | 27. Jan. 2024 |                           |
| Ida Lebenstein                  | Mühlenstraße 2 ·              | | Hier wohnte Ida Lebenstein Jg. 1888 Flucht 1939 Holland interniert Westerbork deportiert 1943 Sobibor ermordet 28.6.1943                           | 16. Aug. 2007 |                           |
| Irma Lebenstein                 | Mühlenstraße 2 ·              | | Hier wohnte Irma Lebenstein Jg. 1911 Flucht 1939 Holland interniert Westerbork deportiert 1943 Auschwitz ermordet 24.9.1943                        | 16. Aug. 2007 |                           |
| Johanna Lebenstein              | Mühlenstraße 2 ·              | | Hier wohnte Johanna Lebenstein geb. Rubsteck Jg. 1877 Flucht 1939 Holland interniert Westerbork deportiert 1943 Sobibor ermordet 14.5.1943         | 16. Aug. 2007 |                           |
| Selma Löwenberg                 | Mühlenstraße 2 ·              | Bild gesucht Der Benutzer GeorgDerReisende ( Diskussion ) wünscht sich an dieser Stelle ein Bild vom Ort mit diesen Koordinaten 52.20964 7.18806 . Motiv: Mühlenstraße 2: der Stolperstein für Selma Löwenberg, die Lage und das Haus Falls du dabei helfen möchtest, erklärt die Anleitung , wie das geht. BW             | Hier wohnte Selma Löwenberg | 27. Jan. 2024 |                           |
| Hermann Scheipers               | Mühlenstraße 12 ·             | | Hier wohnte Hermann Scheipers Jg. 1913 verhaftet 4.10.1940 wegen Seelsorge für polnische Zwangsarbeiter 1941 Dachau Todesmarsch geflohen 27.4.1945 | 3. Feb. 2018  |                           |
| Sigmund Portje                  | Professor-Gärtner-Straße 44 · | | Hier wohnte Sigmund Portje Jg. 1895 Flucht 1942 Holland interniert Westerbork deportiert 1942 Auschwitz ermordet 5.10.1942                         | 4. März 2008  |                           |
| Frieda Portje                   | Professor-Gärtner-Straße 44 · | | Hier wohnte Frieda Portje geb. Lehrberger Jg. 1888 Flucht 1942 Holland interniert Westerbork deportiert 1942 Auschwitz ermordet 5.10.1942          | 4. März 2008  |                           |
| Erich Terhoch                   | Weiner Straße 21 ·            | Bild gesucht Der Benutzer GeorgDerReisende ( Diskussion ) wünscht sich an dieser Stelle ein Bild vom Ort mit diesen Koordinaten 52.20856 7.18861 . Motiv: Stolperstein für die Familie Terhoch, die Lage und das Haus Falls du dabei helfen möchtest, erklärt die Anleitung , wie das geht. BW                             | Hier wohnte Erich Terhoch … | 16. Aug. 2007 |                           |
| Julius Terhoch                  | Weiner Straße 21 ·            | Bild gesucht Die Wikipedia wünscht sich an dieser Stelle ein Bild vom hier behandelten Ort. Falls du dabei helfen möchtest, erklärt die Anleitung , wie das geht. BW | Hier wohnte Julius Terhoch … | 16. Aug. 2007 |                           |
| Sophia Terhoch                  | Weiner Straße 21 ·            | Bild gesucht Die Wikipedia wünscht sich an dieser Stelle ein Bild vom hier behandelten Ort. Falls du dabei helfen möchtest, erklärt die Anleitung , wie das geht. BW | Hier wohnte Sophia Terhoch … | 16. Aug. 2007 |                           |
| Walter Terhoch                  | Weiner Straße 21 ·            | Bild gesucht Die Wikipedia wünscht sich an dieser Stelle ein Bild vom hier behandelten Ort. Falls du dabei helfen möchtest, erklärt die Anleitung , wie das geht. BW | Hier wohnte Walter Terhoch … | 16. Aug. 2007 |                           |